# Nuage brun d'Asie

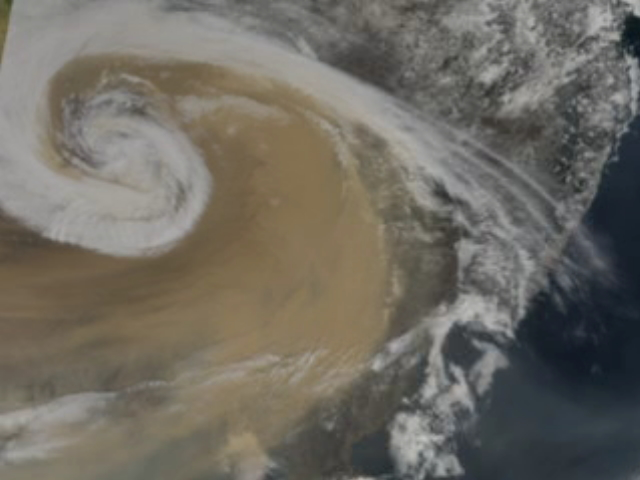
Les particules de pollution aériennes, comme celles du “Nuage brun géant d’Asie,” peuvent voyager tout autour de la planète. En avril 2001, les satellites de la NASA ont vu apparaître une tempête de poussière massive au-dessus de la Chine. Crédit NASA.

Le nuage brun d’Asie est un immense nuage de pollution d’environ 3 000 mètres d’épaisseur, s’étendant sur une surface équivalente à celle des États-Unis. Comme dans cette partie du monde il ne pleut presque pas durant 4 mois en hiver, le ciel n'est pas lavé de ses poussières qui s'y accumulent jusqu'à parfois obscurcir le soleil. Cette épaisse « brume de pollution » est considérée comme « la plus grosse pollution de l'air au monde ».
Le nuage recouvre une grande partie de l'Asie durant 5 mois par an (de décembre à avril) : le nord de l’océan Indien, l’Inde, le Pakistan et la plus grande partie de l’Asie du Sud, de l’Asie du Sud-Est et de la Chine sont ainsi touchés.
Il a été créé par un amas de particules, d'aérosols et de gaz polluants issus des incinérations de matières organiques, d’émissions industrielles et des échappements d'engins motorisés. Un exemple notable est l’incinération de fumier et de bouses comme carburant dans les campagnes indiennes.

La brume elle-même est toxique et a un impact défavorable sur la pluie et la lumière du soleil et sur la santé, causant des centaines de morts par an.

## Études scientifiques
C’est en 1999 que des scientifiques ont tiré la sonnette d’alarme : après l’avoir étudié, ils pouvaient mettre en évidence « la plus grosse pollution de l'air au monde : un nuage qui s’étend sur une surface équivalente à celle des États-Unis, avec une épaisseur variant entre 2 et 3 kilomètres ».
Il a d'abord été formellement défini et mesuré à la suite du programme de recherches Indian Ocean Experiment (INODEX) du PNUE, mené entre 1995 et 2002.
Des chercheurs indiens et de l'université de Stockholm ont ensuite daté au carbone 14 des particules  échantillonnées   du nuage des sommets indiens les plus occidentaux aux îles Maldives. Ces études ont montré que le nuage brun avait pour origine :
- pour deux-tiers environ  la combustion de la biomasse (d'origine animale ou végétale, essentiellement liée à l'écobuage ou aux incendies de forêts, mais aussi à l'utilisation de bouses et fumier et résidu de coupes forestières pour la cuisson des aliments ou le chauffage d'habitations.)
- pour un tiers environ une combustion de matière carbonée fossiles (charbon, pétrole essentiellement)

En absorbant l'énergie du soleil, le nuage brun prive le sol et les eaux superficielles d'une partie du pouvoir naturellement désinfectant des UV solaires, et il  réchauffe les zones qu'il recouvre. Son influence sur le climat de l'Asie du sud serait localement d'une importance égale à celle des gaz à effet de serre, ce qui peut renforcer la déshydratation et l'érosion éoliennes des sols superficiels les plus fragiles,.